# Niitty-Pölläkkä
Niitty-Pölläkkä är en sjö i kommunen Kuopio i landskapet Norra Savolax i Finland. Sjön ligger 81,8 meter över havet. Den är 21,59 meter djup. Arean är 76 hektar och strandlinjen är 6,48 kilometer lång. Sjön  ingår i Vuoksens huvudavrinningsområde.   Den ligger omkring 25 kilometer öster om Kuopio och omkring 350 kilometer nordöst om Helsingfors. 